# Nevyřčené tajemství
Nevyřčené tajemství (v anglickém originále The Unsaid) je americký psychologický thriller režiséra Toma McLoughlina s Andym Garcíou v hlavní roli, který byl uveden v roce 2001. Je známý také pod názvem The Ties That Bind a pracovním názvem Sins of the Father. Film byl vydán přímo na DVD v USA, Velké Británii a Kanadě, ale v ostatních částech Evropy a Asie měl premiéru v i kinech.
Film pojednává o snaze Michaela Huntera (Andy García) vyrovnat se se sebevraždou svého syna a jeho pokusu napravit Thomase Caffeyho (Vincent Kartheiser), který mu připomíná jeho vlastního syna.

## Děj
„Zdánlivě bezproblémový mladík v sobě skrývá znepokojivá tajemství, která nutí psychiatra odhalit pacientovu hrůznou minulost.“
Psychiatr Michael Hunter a jeho žena sledují školní představení své dcery Shelly. Jejich syn Kyle, který trpí depresemi, zůstává doma, protože podle svých slov nesnese být mezi lidmi. Zatímco rodiče tleskají Shelly, Kyle spáchá v rodinné garáži sebevraždu otravou výfukovými plyny z auta.
O několik let později se rodina kvůli ztrátě rozpadá. Michael se stáhne do ústraní, píše knihy, pořádá přednášky pro studenty univerzity, ale pacienty už neléčí. Když se na něj obrátí jeho bývalá studentka Barbara Wagnerová s prosbou o pomoc s případem, nejprve odmítne, ale pak se podvolí a převezme případ sedmnáctiletého Thomase „Tommyho“ Caffeyho, který byl svědkem vraždy matky svým otcem a vzpomínky na ni potlačil. Teenager bude moci opustit psychiatrické zařízení za několik týdnů, až mu bude 18 let. Při práci s Tommym si však Michael uvědomí, jak moc mu chlapec připomíná jeho vlastního syna Kyla, a v psychologovi se objeví pocity viny.
Ve flashbacích a rozhovorech se divák dozvídá pozadí Kyleovy sebevraždy. Michael nechal svého syna navštěvovat terapeuta – starého přítele z univerzity Harryho Quinlana – namísto užívání léků. V synově dopise na rozloučenou Michael zjistí, že Quinlan Kyla sexuálně zneužíval. Když se Michael pokusí Quinlana konfrontovat, terapeut nechce odemknout vstupní dveře. Michael jde k proskleným zadním dveřím, kterými vidí, jak Quinlan vytahuje ze zásuvky pistoli. Když si Quinlan strčí hlaveň do úst, Michael na něj rozzlobeně zakřičí, aby se zastřelil, což terapeut udělá.
Tommy na večírku udeří Chloe, dívku na extázi, protože se ho snažila donutit k sexu. Na stejném večírku se Tommy spřátelí s Shelly a sblíží se. Shelly řekne Tommymu o Kylovi. Od té chvíle Tommy tyto informace využívá při terapeutických sezeních a manipuluje Michaelem, který v něm stále více vidí vlastního syna.
Když Michael navštíví Tommyho otce ve vězení, zjistí, že Tommyho matka zneužívala svého syna jako milence a pravidelně s ním spala. To je důvod, proč ji jeho otec, který se jednoho dne vrátil domů dřív, umlátil k smrti a proč Tommy reaguje prudce, když se s ním ženy pokoušejí o fyzický kontakt. Pan Caffey však vždy tvrdil, že to bylo proto, že zjistil, že jeho žena má milence, a utekl, a řekne Michaelovi, že pokud to bude opakovat, všechno popře.
V poslední části filmu se Tommy snaží přimět Barbaru, aby ho okamžitě propustila do samostatného života. Když odmítne a dotkne se ho, prohodí ji skleněným oknem. Poté, co se doplazí k telefonu a pokusí se zavolat policii, Tommy ji zmlátí sluchátkem. Ujíždí v autě, které ukradl Troyi, vyzbrojen pistolí vyzvedne Shelly z domu její matky a společně ujíždějí pryč. Michael najde těžce zraněnou Barbaru v jejím bytě. Těsně před naložením do sanitky Michaela varuje před Tommyho plánem. Michael uhání k domu své bývalé ženy a jen o vlásek mine chlapce a Shelly, které pronásleduje. Chlapcův útěk končí u vlakových kolejí, kde na Shelly míří zbraní. Michael konfrontuje Tommyho s tím, co udělala jeho matka, a Tommy se vzdá dívky i zbraně. Když se blíží vlak, Tommy se vytrhne z Michaelova objetí a vběhne na koleje. V poslední vteřině se Tommy zastaví, rozhazuje rukama a čeká na náraz. Michael Tommyho popadne a oba na poslední chvíli uskočí do strany.
V závěrečné scéně hrají Michael a Tommy v psychiatrické léčebně bezstarostně házenou.

## Obsazení
| Andy García         | Michael Hunter |
| Vincent Kartheiser  | Thomas Caffey  |
| Trevor Blumas       | Kyle Hunter    |
| Linda Cardellini    | Shelly Hunter  |
| Sam Bottoms         | Joseph Caffey  |
| August Schellenberg | Det. Hannah    |
| Chelsea Field       | Penny Hunter   |
| Brendan Fletcher    | Troy Pasternak |
| Teri Polo           | Barbara Wagner |

## Ocenění
- International Film Festival of Marrakech, 2001
- Won Audience Award – Tom McLoughlin
- Nominated Golden Star – Tom McLoughlin[4]